# Rhynchaglaea discoidea
Rhynchaglaea discoidea is een vlinder uit de familie van de uilen (Noctuidae). De wetenschappelijke naam van de soort is voor het eerst geldig gepubliceerd door Ronkay, Hreblay & Peregovits.